# 龙之皇冠
《龙之皇冠》是Vanillaware开发、由Atlus发行的2D幻想风格多人协作Belt Floor型横板过关动作角色扮演游戏。于2013年7月25日同时登陆PlayStation 3和PlayStation Vita平台。最初发表的时候预定为UTV Ignition Entertainment发行，后来发行权由index取得并交由Atlus发行。像《奥丁领域》和《胧村正》一样，本作是世嘉土星上的Atlus的游戏《公主皇冠》的精神续作，而且与《奥丁领域》类似，本作也以北欧神话作为背景。日版双版本售价均为8,190日圓（含税）。香港PSN中，PS3日文下载版的售价是388港元，而PSV日文版的下载版售价为298港元。中文版也于同年10月3日发售。
2018年2月8日於PlayStation 4平台推出強化版《魔龍寶冠 Pro》。

## 概要
《龙之皇冠》是早在艺术总监神谷盛治在Capcom任职时参加制作《龙与地下城：毁灭之塔》就已经拥有的构想，但在1997年刚制作完《公主皇冠》之后，神谷盛治并没有找到一间愿意资助发行这样的游戏的发行商。神谷盛治称：20世纪90年代十分有人气的街机游戏中横板过关类动作游戏，在进入21世纪后硬件性能显著进化的年代，并不以3D图像的形式，而是以原本2D的形态进化，一直是他想要制作的题材。
游戏最大支持4人同时游戏。在1人游戏时则与电脑操作的NPC共同冒险。作为动作游戏，《龙之皇冠》一样拥有角色扮演游戏的成长要素，可以学习技能和变更武器，并在开发后期加入了竞技场对战的玩法。
游戏支持线上与线下联机，可以支持任意版本：包括各种不同语言和平台之间的存档互换。游戏最初并不支持PS3和PSV互相联机游戏，不过在后续的1.04补丁更新中，游戏开始支持PS3和PSV的crossplay。在线上游戏之后其他的玩家角色会以骨头的形态登场，玩家将那些骨头带回寺院复活之后就能在单人游戏时以NPC的姿态参加冒险。

## 系统
作为历史悠久的2D横板动作冒险游戏，本作在系统上有着十分传统的地方，但也结合了一些新的元素。像暗黑破坏神系列等欧美角色扮演游戏一样，玩家一开始会出现在一个各种功能齐聚一堂的城镇中，招募队友、接取任务、买卖道具、选择地下城等，直到进入地下城进行游戏，本作都更像是一款传统意义上的角色扮演游戏。

### 符文
在剧情初期，符文系统会随着主线的进度而解锁。

玩家可以利用剧情中NPC赠送的一枚符文，与地下城中各种隐蔽地方刻着的符文字符进行组合从而产生各种不同的效果。每种效果都由三个符文字母组成，只要输入全部符文就可以触发符文，不需要按照原本的顺序。玩家触发过的符文可以在鲁卡因的塔中查阅。

玩家初期会得到一枚S的符文，并可以在商店中购买另外3枚符文。根据列表中短语的首字进行组合就可以得到短语的效果。
| Life From Stone       | Solomon's Flying Carpet | The Skeleton Key        | Dead Be Gone         | Treasure Hunter's Friend |
| 给石巨人带来生命      | 出现魔法的绒毯          | 打开开不了的门          | 净化不死的灵魂       | 发现隐蔽的财宝           |
| Double Score Bonus    | Potency And Durability  | The Phoenix Incantation | Sigil Of Death       | Tri-Elemental Blast      |
| 短时间获得分数加倍    | 攻击力与防御力上升      | 增加一个生命点数        | 全部敌人高機率死亡   | 施放火冰雷三属性的法术   |
| Enchanted Coin Geyser | Extra Item Stock        | The True Fist           | Call Sylphide's Wind | Strength Beyond Strength |
| 喷出无数的金币        | 补充一回道具使用次数    | 空手攻击力大幅上升      | 获得风之精灵的加护   | 一定时间内无敌           |
| Pertrify The Flesh    | Open The Sesame         | D I E                   | Salve Of Life        | Generate Weapon Stash    |
| 广范围石化            | 芝麻开门                | 生者全部逝去            | 展开回复魔法阵       | 出现装有各种装备的箱子   |

### 营地料理
在地下城连续冒险数次后会进入野营系统，这时玩家就需要在有限的时间内制作足够多的食物并吃完他们来获得附加的得分和有益状态来强化接下来的冒险旅途。

有2种烹饪器具共4件。5种调味料：分别是香辛料，盐，蒸馏酒，大蒜和胡椒。另外还会随机出现不同的食材，玩家可以利用食材搭配烹饪器具和不同的调料制成不同的料理。

### 战斗结算
在战胜BOSS之后，会进入战斗结算，这时候会显示玩家在该迷宫中所开启的宝藏等级和你的得分，玩家可以选择继续冒险和回到城镇。

连续冒险可以得到不同程度的奖励加成，但也要面临补给的不足和装备耐久消耗的困扰；而回到城镇则会进入战利品结算。

战利品结算界面内，玩家将和罗尼探讨此次探险所得战利品的去留，玩家可以对得到的战利品进行鉴定、获取和出售的操作。未鉴定的战利品只能看到品级和属性的多寡，玩家将以此为依据进行判断。

### 画廊
玩家可以完成50种不同的依赖任务，依赖任务一般是由市民发布，并投放到冒险者公会中，由冒险者公会的会长派放给各种冒险家。

通过完成这些情愿，玩家可以了解更多有关海德蘭的背景和故事，获得丰厚的经验的金钱以及技能点数的奖励，而且还能得到精美的画作。
每一个依赖任务都有一幅画作用以诠释这个依赖的背景，玩家在获得画作后就能在最外部的菜单和冒险者公会中对这些画作进行阅览。

## 游戏世界
游戏发生在一个名为海德蘭的城邦中。剧情开始玩家会出现在位于城镇西边的酒馆中，在这里，玩家可以在总共6人的冒险家阵容中选择自己希望使用的角色，在剧情进行到一定程度后还能在酒馆招募队友并一同行动。所有城镇中的功能建筑若开启后就可以直接通过地图进行移动。城镇呈现横板线性布局，玩家只能够在一定范围内移动。

玩家可以在城镇中整理行装，触发各种各样的剧情，接受任务，城镇中还有一些行人NPC，他们不会对玩家造成影响，不过玩家可以对队友和NPC进行攻击，能够产生效果但不会造成实际伤害，要注意长期对行人NPC进行攻击则会被关进大牢。

准备工作做好之后，玩家就可以移动到位于城镇东边的传送门进入各种地下城或迷宫进行冒险。在游戏进行中期，传送门会因为剧情而开始随机传送，这时玩家可以选择花费一定金钱从马厩出发直接选择目标迷宫。

游戏的剧情是由游戏主持者（Game Master）（声：谷口节）来叙述，类似桌上角色扮演游戏，剧情的进行和游戏中的提示均由游戏主持者交待，虽然每个故事角色都有自己的配音，但是台词量极少。而游戏主持者的声音可以通过两种方式进行改变：一是通过DLC购买，其次是通过完成任一角色的主线剧情后花费100万游戏金币购买该角色的主持者声音。

在电子游戏中采用桌上角色扮演游戏的剧情进行模式十分新颖，给玩家带来一种全新的游戏体验。

### 冒险者
在酒馆选择冒险者后，玩家可以随时改变选择角色的姓名，语音，配色，并给角色设定一些与其他玩家交互时会用到的简单信息。
所有的冒险者都具有6种基本属性：腕力，影响物理攻击力；体格，影响物理防御力；知力，影响魔法攻击力；魔防，影响魔法防御力；技术，影响攻击数值的浮动；幸运，影响暴击率。冒险者都可以学习独特的技能，于此同时，他们也都可以学习一些通用技能。
战士
- 声：（日文）津田健次郎[12]，（英文）Patrick Seitz

为了冒险而生存的男人。创下各种丰功伟绩也不会大肆宣扬，只有称号被大众熟知。每次冒险的最后都会回到海德兰的酒馆龙的天国亭短暂休憩，并在这里分享自己的冒险故事。
易上手的角色，适合动作游戏新手。装备单手武器和盾牌，穿着全副铠甲的战士。有着高超的防御力，并拥有以盾守护周围玩家的能力。
亚马逊
- 声：（日文）田中敦子[13]，（英文）Cindy Robinson

亚马逊氏族的领地内遭遇兽人袭击的马车队内唯一存活的婴儿，在成长为独当一面的战士后决定去寻找自己的身世，但是来到王国之后毫无头绪，并在这时卷入了龙之皇冠的事件。
中等难度的角色，双手持有巨大长柄武器，身着比基尼鎧甲的女战士，在放弃防御的同时拥有强大的力量、速度、攻击力和体术。攻击频率会随着战斗变快，攻击力也会随着血量变少而变强，狂战士型的角色。
矮人
- 声：（日文）石塚運昇[14]（英文）Jamieson Price

原本在地下建筑的巨大矮人王国在古代龙的肆虐之下成为了它的巢穴，而如今四散在大陆中的矮人都只有少數郡落，而为了重建荣耀的王国，矮人踏上了对古代龙的复仇之路。
中等难度的角色，双手各持战锤的矮人族战士。强大的力量可以举起任何物件进行投掷攻击，甚至自己的身体也能成为投掷攻击的武器。武器投掷之后空手的战斗力也很强，速度与跳跃能力也非同一般的强攻型角色。
巫师
- 声：（日文）安元洋贵[15]，（英文）Yuri Lowenthal

自信过度的魔法使，为了拯救自己妹妹的性命而研究不死的秘术，在禁忌的魔法成功之时，他也发现已将她变成了徘徊在生死之间的状态，为了弥补自己的愚昧和挽救自己的妹妹，法师踏上了旅途。
高难度的角色，手持法杖，身着长袍的男性魔法使，力量很弱但拥有法力很强。后期拥有大量咏唱时间较长，攻击范围辽阔的大型魔法。
女巫
- 声：（日文）井上喜久子[16]，（英文）Erin Fitzgerald

自由而年轻的魔女，为了满足自己的欲望进行着各式各样的尝试，从占卜到手相，而最终令她感兴趣的大概就是冒险的生活了吧。
高难度的角色，手持法杖，头带黑色法师帽的魔女，同样力量很弱但法力很强。除了基本的法术攻击之外，拥有制作药瓶，操作骷髅，将敌人变成青蛙等对己方进行支援的法术。
精灵
- 声：（日文）今井麻美[17]，（英文）Eden Riegel

在深邃的森林中存在着精灵的国度，这里住民都厌恶与外界的人交流，但这其中也有与众不同的精灵憧憬着冒险的生活，于是她独自一人从离开了森林到外界的世界探险。
高难度的角色，持弓战斗的精灵族战士，运动能力很强，还能使用一定程度的魔法和匕首技，综合性的角色。箭矢数量有限，在冒险的途中需要注意采集掉落的箭矢。

### 城镇
提供给玩家休整自己行装的地方，游戏中描绘为海兰德的王城，除了城堡区域以外，可以看到远处的民居和各式建筑，但实际能够访问的区域并不算大，城镇中有各式各样的人群，也能看到各式各样的冒险家聚集在这里。

#### 王都西侧
选择冒险者和同伴，整理同伴的信息的地点。
龙之天国亭
酒馆，冒险者们的据点。玩家可以在这里选择自己操作的冒险家；选择与各种复活的同伴组队；整理存档和回到标题画面。每当冒险结束的时候，玩家也会回到酒馆对战利品进行结算和整理。作为冒险家的玩家，在听闻遗迹的传闻后和伙伴罗尼一同到访被称为海德蘭的国家。想要挑战自己的实力；想要获得丰厚的秘宝；想要在未知的遗迹中冒险。伴随着这三个愿望，在这个未知的国度闯荡的冒险者的旅途中，也遇到了各式各样的人们。
罗尼Rannie
冒险者的忠实伙伴，虽然没有可靠的战斗力，但是放心交给他跟开锁相关的工作绝对不会有问题。故事起初，罗尼和冒险者一起回想起最初遇见时候的事情，而从那时候开始，罗尼就一直跟随冒险者直至今日。
蒂琪Tiki
有着强烈好奇心而引来灾祸，从妖精之村跑出来的怪家伙。冒险者最初遇到她时被囚禁在笼子里，被冒险者拯救之后对其产生了兴趣。符文魔法的发动需要精灵和妖精的力量，在遇到蒂琪之前，虽然能在迷宫中看到各种符文文字，但也无法引发任何事情。而当蒂琪加入了队伍，冒险者们就能够借助妖精的力量发动符文魔法了。她也能够帮忙找到一些隐藏的机关。
迦南寺院
母体是阿尔蒂娜教会，供奉着三女神神像的寺院，冒险者对其祈祷和布施之后就能触发神迹来辅佐冒险。还能够拜托僧侣对冒险途中捡回来的尸骸进行复活或安葬。
僧侣 Monk
侍奉慈悲女神阿爾蒂娜并守护寺院的虔诚的圣职者，让死去的冒险家复活靠的就是他热忱的信仰之心。虽有热忱的信仰，并将爱欲抛在脑后的他也遇到的梦魇的骚扰，即便是鞭笞自身和去势都无法驱除梦魇的他找到了冒险者，请求他们摧毁在被遗忘圣域的邪神雕像。

#### 商业街
购物区，虽然看上去有一条商业街，街面上的店铺和顾客有很多，但是实际能够访问的店铺只有一家，而紧挨着商店街的法师塔也可以购买一些实用的道具。
摩根的魔法道具屋
商业街的魔术商店，在这里可以购买到各种炼金药剂和旅行背包。
摩根‧莉茲里Morigan Risley
年幼时的她似乎先天就会利用符文魔法同时操纵众多巨像，哪怕这些巨像法术原理已经失传，天才的她也依旧能够把巨像当作人偶般一起玩耍。而如今她作为魔术商店妖艳的女法师店长，店内的药剂和背包都是她亲自制作，还能利用法术对战利品进行鉴定和修理冒险者损坏的装备，并在这里过着安定的生活。
魯卡因塔
法师塔，在游戏初期无人居住，在冒险家救回塔的主人之后，就可以在这里购买魔法物品和符文和查看已经触发过的符文法术了。
魯卡因Lucain
塔的主人，年迈的老法师，虽然身体已老迈不堪，但依旧拥有探求知识的闪亮眼神。蒂琪原本跟随的对象。在介绍了符文法术给冒险家之后，就让她跟随冒险者历险了。

#### 王城周边
主要任务的发生地点，与龙之皇冠相关的剧情，以及和海兰德各处居民相关的支线剧情都在这些区域内接受的。
冒险者公会
因为拥有众多遗迹，所以海德兰王国一直是冒险者热衷前往的地方，而为了方便管理委托依赖和远道而来的冒险者，王国建立了冒险者公会进行登记。
薩繆艾爾 约瑟夫Samuel Joseph
全身铠甲的骑士，冒险者公会的会长，玩家可以在他这里接到城镇居民的依赖任务、学习技能和观赏收集到的画作。
王城
海德兰王国的王城，虽然看起来无比祥和，但是因为在位的国王的失踪，王宫内正在经历一场政变。
宰相古斯塔夫卿Gustave
在海德蘭王国的宰相，剧情开始一直与公主一起行动。后因为筹划与北方伏尔加（Volga）帝国私通的阴谋败露而逃亡，他所乘坐的船只最后在幽灵船海湾被海盗截获，最终下落不明。
王弟提恩公爵Dyne
身穿斗篷且一臉自信的男人，与宰相互相對立。在宰相的阴谋败露后成为了海兰德的新国王，但为了寻找龙之皇冠的下落，落入了闇组织的圈套，成为了古代龙复活的活祭品，从而开启了幻之大陆的大门。
薇薇安公主Vivian
起初总是面无表情的公主，一直跟在古斯塔夫宰相身后。实际上是被宰相利用法术操作的傀儡，在王弟遇难之后成为了王国新的女王，冒险者的好朋友。

#### 遗迹入口
玩家可以在这些区域内设定在线与离线模式，与朋友进行联线游戏，PSV版还可以设置Adhoc模式，与朋友面对面联线。
马厩
当传送门出现混乱后，萨缪艾尔建议冒险家选用的进入迷宫的方式之一，虽然需要支付不菲的金额，但是可以直接前往想去的地方。
传送门
原本在王城东侧的郊外存在的古代艾利西亚文明的遗迹群，其中有一扇门似乎拥有魔法的功效，可以将冒险家直接传颂到王城周边的各种遗迹之中。但是后期因为古代龙的力量，遗迹门的魔法变的不稳定，进入的人将被随意的传送到各处，因此冒险者公会的会长紧急下令将其封闭，但在冒险者的强烈要求后，只对冒险者开放。传送门遗迹的周围还有一作古代艾利西亚竞技场，冒险者们可以在这个地方切磋技艺。

### 迷宫
游戏中会有九个地下城迷宫和一个隐藏迷宫。在每个地下城迷宫中都有一名引路人NPC，剧情后期，玩家在遇到NPC后可以选择不同的行进路线，最终与不同的BOSS战斗。
古代神殿的遺跡
在这些古代艾利西亚文明建造的神殿群的遗迹中，沉睡着众多的未解之谜和财宝。传说只在神话中存在的古代巨龙在一夜之间就把这个文明毁于一旦。
野蛮人勇士罗兰 Roland the Brave
从未跟他人组队，独自一人在遗迹周边探索的强大的冒险家。在神殿旁与兽人酣战完毕，并向前来的冒险家分享着遗迹各处的情报。
哈耳庇厄 Harpy
人首鸟身的妖怪，被上半身的美女姿态吸引了双目的人将会成为锐利的尖爪下的饵食。
美杜莎 Medusa
蛇发蛇身的女妖，如果被她的双瞳注视的话，任何人都会化为石像。
旧王都的废墟
过去遭受北方帝国的侵略而沦为废墟的旧王都。现在则成了龙族和飞龙们聚集的危险之地，踏入此地探索需要相当的胆识和觉悟。
盗贼汤姆迪特 Tomtit the Bandit
以这个废墟为根据地的汤姆迪特，是一个会趁人不备偷取宝藏的无耻的盗贼。
飞龙 Wyvern
飞龙是一种群居并能喷射火球的恐怖生物，一旦雄性飞龙感觉到危险就会呼叫雌性飞龙群排除威胁。
红龙 Red Dragon
因为贪恋王都的财宝而在宝库中驻留的恐怖巨龙，在赤红色的坚硬鳞片的防护下还拥有能够喷射炽热烈焰的巨大身躯，虽然巨龙看守的财宝十分诱人，但触怒它是否值得也是需要衡量的。
华莱士的地下迷宮
被真菌孢群占据的据说是魔法师华莱士在一夜之间建立起来的巨大迷宫，除了各种陷阱机关和魔物聚集在这里之外，还有巨人族被囚禁在这里的传闻。
魔法師的弟子 瑞奇 Rickey the Magician's Apprentice
在迷宫中探险的道路上遇到的自称是伟大的魔法师的弟子的老鼠，据称华莱士命令它在这里留守管理，但看到周围遍布蘑菇和孢子，似乎它的能力也并不可靠。
毁灭甲壳虫 DoomBeetle
不断迅速增殖的丑恶甲壳虫，应该是魔法师的恶趣味实验的结果。
独眼巨人 Cyclops
杀害了魔法师的徒弟并打算从迷宫的囚牢中逃脱的独眼巨人们，重新关闭囚牢的大门则是冒险家们重要的工作。
比尔巴伦地下要塞
在溪谷建筑的地下要塞，现在被兽人和哥布林的军队所占居，为了包围国境的安全，国王军正为了夺回这座要塞而在这里激烈的酣战着。
哥布林厨师 Hobgoblin Chef
在要塞中给哥布林和兽人制作餐食的厨师，并没有认出侵入厨房的冒险家并非同族。
弥诺陶洛斯 Minotaur
牛首人身持巨斧拥有蛮力的可怖生物，虽然是哥布林和兽人们崇敬的偶像，但也因为它暴虐的脾气而不得不把它关进要塞的深沟之中。
石像鬼之门 Gargoyle Gate
由精灵，矮人和人类们跨越种族的隔阂建造出来的工业结晶，坚如磐石的石像鬼之门如今落入了兽人与哥布林的掌握，只有摧毁它才能真正意义上开始夺回比尔巴伦地下要塞
死者之城的地下墓穴
广阔的地下墓地到处都密布着无尽的白骨，如果说这边境之地能有得以自豪的事，那便只有无数的尸体了吧。
徘徊着的亡灵骑士 Phantom Knight
在死者之城徘徊着的亡灵骑士，手持书卷，胸口插着一柄长剑，上面缠绕着写有honesta mors turpi vita potior字样的飘带。他生前是海德兰的国王，因为不愿意成为古代龙的祭品而选择自杀，并托付遗言给自己的弟弟和女儿，希望他们不要重蹈自己的覆辙。
吸血鬼 Vampire
吸食人血的妖魔，被吸食的人则会变成同类，为了不让这种不祥的生物越来越多，最好的方法就是将他们赶尽杀绝。
死灵 Wraith
拥有不死的心脏持巨大镰刀的幽魂，只有点亮女神神像的灯光才能破除它不死的魔障。
幽灵船的海灣

浅滩的人鱼 Mermaid
像传说中描述的一样好奇心旺盛的人鱼，被大章鱼克拉肯驱赶出来的她，貌似在海湾的浅滩迷路了，看到冒险者后她上前好奇的询问了各种各样的问题。
海盗 Pirates
海怪克拉肯 Kraken
被遺忘的圣域
女僧侶戰士 Female Warrior Monk
魔像 Golem
大恶魔 Arch Demon
魔法師之塔
被囚禁的精灵 Spirit
闇教团的干部 Warlock
奇美拉 Chimera
迷途森林
住在丛林里的隐者 Forest Hermit
眼魔 Gazer
杀人兔 Killer Rabbit

## 评价
| 汇总媒体   | 得分                   |
| ---------- | ---------------------- |
| Metacritic | 91%（PSV），83%（PS3） |

| 媒体           | 得分            |
| -------------- | --------------- |
| GameSpot       | 8.0/10          |
| GameTrailers   | 9/10            |
| IGN            | 8.5/10          |
| 游戏机实用技术 | 9/8/7 [24/30]   |
| Fami通         | 9/8/8/9 [34/40] |

龙之皇冠普遍得到了很高的评价。游戏网站IGN在游戏的发售前给出了8.5/10的高分，并评价为Great。同样给出Great评价的还有GameSpot.com，他们打出了8/10的评分，并提出虽然画面精良，但是人物造型有潜在的色情倾向，给游戏带来了一定程度的污点；以及剧本缺乏深度的意见。Gametrailers.com则给出了9/10分的评价。
另外，KOTAKU对龙之皇冠的评价为值得购买，Joystiq则给出了4星半/5星的评价，Dualshockers的评价为9/10，并认为本作令一种游戏类型再度复活，Destructoid更是打出了9.5/10的高分。
龙之皇冠在日本发售之后第一周PS3和PSV双版本实体游戏销量合计突破17万5000张，占据日本MC周销量排行榜第二和第三位，并以96分的高分占据4Gamer读者评价排行榜第一名。而Atlus稍后也在twitter上发布了龙之皇冠的首周销量包含下载版本已经超过30万份，出货供不应求，希望没有买到也不愿等待的玩家考虑在PSN上购买下载版的消息。